# Svenska mästerskapet i roller derby
Svenska mästerskapet i roller derby är en mästerskapstävling i roller derby. Tävlingen är en del av SM-veckan som är ett återkommande svenskt arrangemang anordnat av Riksidrottsförbundet (RF) och Sveriges Television (SVT) tillsammans med respektive värdstad där ett flertal olika sporter samlas på samma plats och korar svenska mästare i respektive sport. Tävlingarna är öppna för RF:s samtliga 69 specialidrottsförbund (SF), som tillsammans utgör cirka 250 olika idrotter och grenar. Under SM-veckan 2013 (sommar) avgjordes det första svenska mästerskapet i roller derby. I huvudturneringen deltar 8 lag.

## Resultat
| År   | Värdort    | Final                  | Final    | Final              | Match om tredjepris     | Match om tredjepris | Match om tredjepris     |
| År   | Värdort    | Vinnare                | Resultat | Tvåa               | Trea                    | Resultat            | Fyra                    |
| ---- | ---------- | ---------------------- | -------- | ------------------ | ----------------------- | ------------------- | ----------------------- |
| 2013 | Halmstad   | Stockholm Roller Derby | 278–149  | Crime City Rollers | Dock City Rollers       | 363–109             | Gothenburg Roller Derby |
| 2014 | Borås      | Stockholm Roller Derby | 201–194  | Crime City Rollers | Dock City Rollers       | 341–83              | Gothenburg Roller Derby |
| 2015 | Sundsvall  | Stockholm Roller Derby | 219–139  | Crime City Rollers | Dock City Rollers       | 216–141             | Gothenburg Roller Derby |
| 2016 | Norrköping | Crime City Rollers     | 340–139  | Dock City Rollers  | Gothenburg Roller Derby | 271–117             | Luleå Roller Derby      |
| 2017 | Borås      | Crime City Rollers     | 319–95   | Dock City Rollers  | Norrköping Roller Derby | 259–69              | Luleå Roller Derby      |